# Sorex veraepacis
Sorex veraepacis är en däggdjursart som beskrevs av Arthur Hugh Garfit Alston 1877. Sorex veraepacis ingår i släktet Sorex och familjen näbbmöss. IUCN kategoriserar arten globalt som livskraftig.
Denna näbbmus förekommer med flera från varandra skilda populationer i bergstrakter i södra Mexiko och Guatemala. Den vistas i regioner som ligger 1800 till 3100 meter över havet. Habitatet utgörs av kyliga fuktiga blandskogar eller lövskogar. Sorex veraepacis går på marken och har bon i lövskiktet.

## Underarter
Arten delas in i följande underarter:
- S. v. chiapensis
- S. v. mutabilis
- S. v. veraepacis